# Team
«Team» es una canción de la cantante croatoneozelandesa Lorde, incluida en su primer álbum de estudio, Pure Heroine (2013). Ella misma la compuso con ayuda de Joel Little, quien también la produjo. Universal Music la lanzó como sencillo en iTunes el 13 de septiembre de 2013, y debido a una filtración en Internet, Lorde decidió publicar el audio oficial en su canal de YouTube. Según la intérprete, el tema es «su opinión sobre la música moderna», y de acuerdo con algunos críticos, «Team» puede considerarse como un tributo para el país y los amigos de Lorde.
El tema obtuvo una recepción comercial generalmente favorable, ya que logró entrar a los diez más vendidos semanalmente en Austria, Canadá, los Estados Unidos y Nueva Zelanda; además, recibió discos de platino en los dos últimos, así como también en Australia. Para promocionarlo, Lorde publicó un vídeo musical dirigido por Young Replicant y filmado en Red Hook, Brooklyn. Adicionalmente, presentó el tema en el programa Late Show with David Letterman y en los ARIA Music Awards de 2013. «Team» recibió una nominación a los Teen Choice Awards de 2014 en la categoría de mejor sencillo de una artista femenina, pero perdió contra «Problem» de Ariana Grande con Iggy Azalea.

## Composición y descripción

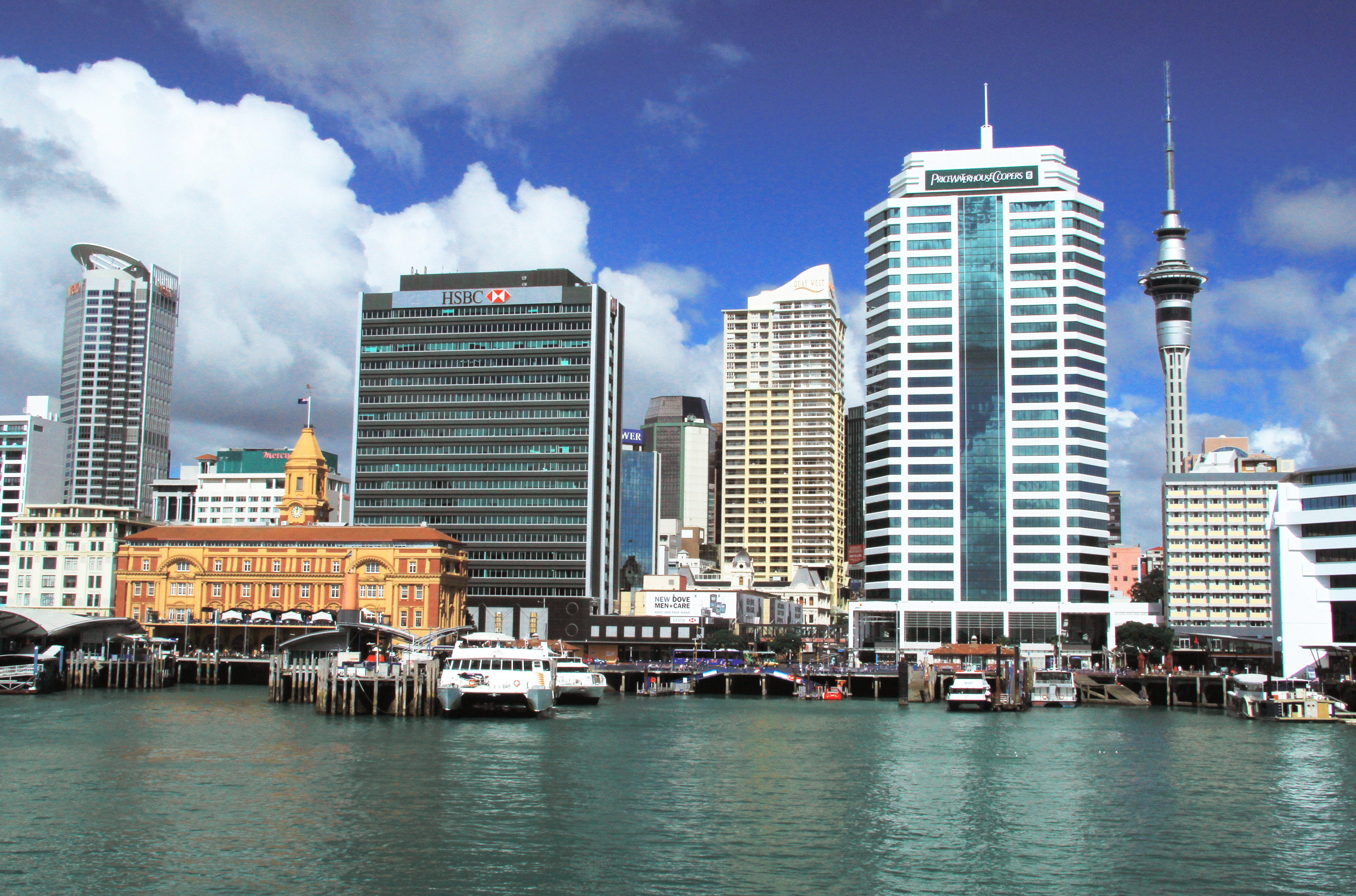
En la canción, Lorde hace referencias a Auckland, Nueva Zelanda, su ciudad natal.

Lorde compuso la canción con la ayuda de Joel Little mientras viajaban por el mundo. Lorde afirma que el tema es su «opinión sobre la música moderna». Específicamente refiriéndose a eso, explicó que en versos como «I'm kind of over being told to throw my hands up in the air... so there», se muestra a ella misma como una «estrella pop realista», así como también en la línea «We live in cities you'll never see onscreen», de la cual expresó que: «Nadie viene a Nueva Zelanda, nadie sabe nada sobre Nueva Zelanda, y aquí estoy yo, tratando de crecer y convertirme en una persona. He estado contrarrestando eso yendo a Nueva York y viendo este lugar que está en todas las películas y programas de televisión. Una parte de mí quería volver a escribir por mí y por mis amigos, y escribir algo que sienta que está relacionado con nosotros un poco». De acuerdo con el sitio web Spin, «Team» puede considerarse como un tributo para el país y los amigos de Lorde.
La intérprete comentó que el verso «We live in cities you'll never see onscreen» es muy importante para ella, «porque me gusta Auckland, que definitivamente no es Nueva York. Simplemente se sentía importante para mí hablarle a la minoría. [Cuando vienes] de una ciudad pequeña, que se siente insignificante, solo quieres salir de ahí». De acuerdo con la cantante, la línea «I'm kind of over getting told to throw my hands up in the air» también es importante, «porque ha habido mucho de eso en la música pop, y yo estoy como, "esta es la cosa más estúpida". ¿Que te digan que levantes las manos al aire? Eso es lo último que quiero hacer ahora. Solo quería ser un poco más realista. No lo soy si lo relacionan con la gente joven en general, o solo personas que escuchan pop». En lo que respecta al sonido, «Team» combina elementos del pop con el EDM, y el rock, lo cual, según Edwin Ortiz de Complex, muestra su «sentido de versatilidad musical». Por otro lado, Amanda Dobbins de Vulture comentó que el estribillo suena como «Born to Die» de Lana Del Rey, «excepto por el histrionismo, lo que es algo bueno». Según la partitura publicada por el sitio Musicnotes, la canción está escrita en la tonalidad de sol bemol mayor y tiene un tempo allegro de 112 pulsaciones por minuto. La voz de Lorde se extiende desde la nota mi hasta la re. Universal Music la lanzó como sencillo en iTunes de Nueva Zelanda el 13 de septiembre de 2013, y el mismo día se filtró en Internet, por lo que Lorde publicó el audio en su canal de YouTube.

## Recepción

### Crítica
«Team» contó con reseñas favorables en su mayoría. El escritor Lewis Corner de Digital Spy la calificó con cuatro estrellas de cinco y comentó que es una «mezcla heterogénea» de géneros musicales como el hip-hop, la electrónica, y el rock. Asimismo, añadió que: «Es una fórmula que se nutre de los tonos angustiados de Lorde, con una voz consagrada que todavía no podemos creer que pertenece a una [joven] de 17 años. Tal vez no esté destinada a golpear las listas como su predecesor, pero es sin duda más que suficiente para proclamar a Lorde como una artista para invertir [en ella]». Natasha Shankar del sitio web She Knows comentó que el tema comprueba la versatilidad musical de la cantante y elogió su mensaje. Shankar agregó que Lorde «tiene todo el atractivo de una joven y fresca Lana Del Rey, pero también el factor X de nuestra preciada Adele». En su revisión de Pure Heroine, Jason Lipshutz de Billboard mencionó que «Team» recuerda a «Diane Young» de Vampire Weekend. Amy Sciarretto de PopCrush escribió que:

«La canción tiene el mismo tempo que su super éxito, y la voz de Lorde es entrecortada y desmiente sus 16 años. Hay poder en la laringe. Entonces mientras no suena como si tuviera 16, canta sobre cosas que te recuerdan que es, de hecho, una adolescente. Cuando estás en su edad, tus amigos son todo lo que tienes. Cuidando sus espaldas y estando en el mismo equipo es cómo navegas esa fase de la vida».

Además de esto, Sciarretto la calificó con cuatro estrellas y elogió su lírica y su voz. Marlow Stern de The Daily Beast la posicionó en el número cinco de su lista de las mejores canciones del 2013, y la calificó como la «más adictiva» de Pure Heroine. Asimismo, comentó que: «Lorde es una sirena para los chicos de pueblos pequeños —una que se siente divorciada del espíritu de la época— y esta maravillosa pista, con sus elevados y adictivos coros, les dice que no están solos».

### Comercial
«Team» alcanzó el número tres en Nueva Zelanda, lo que lo convirtió en el primer sencillo de Lorde que no alcanza el número uno en el país, luego de que «Royals» y «Tennis Court» debutaran en la primera posición. A pesar de esto, también recibió un disco de platino. En Australia alcanzó el número diecinueve y vendió aproximadamente 140 000 copias, por lo que la ARIA le otorgó dos discos de platino. En los Estados Unidos también tuvo una buena recepción y ubicó el número seis de la lista Billboard Hot 100, lo que convirtió a «Team» en el segundo sencillo de la intérprete que logra entrar a los diez primeros en la lista, luego de que «Royals» lograra el número uno. De igual forma, apareció entre los diez primeros lugares de listas como Adult Pop Songs, donde logró el número uno, Alternative Songs, Digital Songs, Pop Songs, entre otras. Para abril de 2014, la canción había superado las dos millones de copias vendidas en los Estados Unidos. «Team» también ingresó a los diez primeros en Canadá, donde ocupó el puesto número tres, y en Austria, donde alcanzó el número diez en su décima semana en la lista. En el primero de estos vendió 240 000 copias, lo que le valió tres discos de platino. También logró certificaciones de disco de platino en Dinamarca y Suecia, donde obtuvo las posiciones número veinte y treinta y nueve, respectivamente. «Team» logró posicionarse en gran parte de Europa, en países como Suiza, Italia, Alemania y el Reino Unido.

## Promoción
Para promocionar el tema, Lorde publicó un vídeo musical dirigido por Young Replicant en su cuenta VEVO en YouTube, el 3 de diciembre de 2013. Su filmación tuvo lugar en Red Hook, Brooklyn, en un edificio abandonado llamado Red Hook Grain Terminal, el cual, según el director, tiene una «triste historia». El vídeo tiene un concepto distópico y trata básicamente sobre «un grupo de adolescentes que viven fuera de las normas sociales». Igualmente se ve a un chico joven que llega a una isla y pasa por una serie de pruebas para ser parte de un equipo conformado por los adolescentes. El protagonista fue interpretado por un chico con acné en la cara, debido a que Lorde estaba interesada en ese aspecto, el cual coincide con el verso: «Now bring my boys in / Their skin in craters like the moon» —en español: «Ahora trae a mis chicos / Su piel en cráteres como la luna»—. En cuanto a la idea del vídeo, la cantante comentó que:

«Este vídeo nació de un sueño que tuve hace unos meses sobre adolescentes en su propio mundo, con jerarquías e iniciaciones, donde el chico que era el segundo al mando tenía acné en su rostro, y también la chica que era la reina [...] Soñé con este mundo tan diferente a cualquier cosa que nadie había visto nunca, un mundo oscuro lleno de plantas tropicales, ruinas y sudor. Y de ese mundo, soñé con pruebas que no tenían que ser aprobadas en orden para ser admitido: a veces la persona que pierde es más fuerte».

Sam Lansky de Idolator comentó que el vídeo «tiene algunas secuencias vagamente siniestras que involucran a adolescentes en una especie de enclave con Lorde, y hay un montón de imágenes de agua y algunas hojas de palma, y eso es probablemente todo lo que necesitas saber». Lily Rothman de la revista Time lo comparó con «We Can't Stop» de Miley Cyrus, ya que, según ella, se encuentran en «escenarios míticos», como una isla en el caso de «Team» y una fiesta en «We Can't Stop», donde «toda la autoritdad, tal como existe, recae sobre los hombros de los jóvenes».
Para seguir con la promoción del tema, Lorde lo interpretó en Late Show with David Letterman junto a otros de sus temas como «Bravado», «Ribs», «Royals», «Tennis Court», «Buzzcut Season» y «White Teeth Teens». También interpretó «Team» en los ARIA Music Awards de 2013, y apareció en los MuchMusic Video Awards de 2014 para cantarla nuevamente junto a «Tennis Court». Luego de esto, obtuvo el premio a mejor vídeo internacional por «Royals».

## Posicionamiento en listas

### Semanales
| País              | Lista                     | Mejor posición |             |
| 2013 — 2014       | 2013 — 2014               | 2013 — 2014    | 2013 — 2014 |
| ----------------- | ------------------------- | -------------- | ----------- |
| Alemania          | German Singles Chart      | 20             |             |
| Australia         | Australian Singles Chart  | 19             |             |
| Austria           | Ö3 Austria Top 40         | 10             |             |
| Bélgica (Valonia) | Ultratop 50               | 24             |             |
| Canadá            | Canadian Hot 100          | 3              |             |
| Dinamarca         | Tracklisten               | 20             |             |
| Escocia           | Scottish Singles Chart    | 25             |             |
| Eslovaquia        | Radio Top 100             | 41             |             |
| España            | Spanish Singles Chart     | 47             |             |
| Estados Unidos    | Adult Pop Songs           | 1              |             |
| Estados Unidos    | Alternative Songs         | 2              |             |
| Estados Unidos    | Billboard Hot 100         | 6              |             |
| Estados Unidos    | Digital Songs             | 8              |             |
| Estados Unidos    | Pop Songs                 | 2              |             |
| Estados Unidos    | Radio Songs               | 3              |             |
| Estados Unidos    | Rock Songs                | 2              |             |
| Estados Unidos    | Streaming Songs           | 16             |             |
| Francia           | French Singles Chart      | 24             |             |
| Irlanda           | Irish Singles Chart       | 23             |             |
| Italia            | Top Digital Download      | 19             |             |
| Nueva Zelanda     | New Zealand Singles Chart | 3              |             |
| Países Bajos      | Dutch Top 40              | 36             |             |
| Reino Unido       | UK Singles Chart          | 29             |             |
| República Checa   | Radio Top 100             | 11             |             |
| Suecia            | Swedish Singles Chart     | 39             |             |
| Suiza             | Swiss Single Chart        | 14             |             |

#### Sucesión en listas
| Predecesor: «Story of My Life» de One Direction | Adult Pop Songs — Sencillo número uno 29 de marzo de 2014 — 5 de abril de 2014 | Sucesor: «Happy» de Pharrell Williams |

### Anuales
| País           | Lista                     | Posición |      |
| 2013           | 2013                      | 2013     | 2013 |
| -------------- | ------------------------- | -------- | ---- |
| Estados Unidos | Rock Songs                | 33       |      |
| Nueva Zelanda  | New Zealand Singles Chart | 48       |      |

| Bélgica (Valona) | Ultratop 40       | 94 |
| Canadá           | Canadian Hot 100  | 12 |
| Estados Unidos   | Adult Pop Songs   | 13 |
| Estados Unidos   | Alternative Songs | 11 |
| Estados Unidos   | Billboard Hot 100 | 18 |
| Estados Unidos   | Digital Songs     | 23 |
| Estados Unidos   | Pop Songs         | 7  |
| Estados Unidos   | Radio Songs       | 9  |
| Estados Unidos   | Rock Songs        | 2  |
| Estados Unidos   | Streaming Songs   | 50 |

## Certificaciones
| País           | Organismo certificador | Certificación | Ventas certificadas | Ref.   |
| -------------- | ---------------------- | ------------- | ------------------- | ------ |
| Alemania       | BVMI                   | Oro           | 150 000             | [ 71 ] |
| Australia      | ARIA                   | 3× Platino    | 210 000             | [ 25 ] |
| Canadá         | CRIA                   | 3× Platino    | 240 000             | [ 34 ] |
| Dinamarca      | IFPI                   | Platino       | [ n. 1 ]            | [ 37 ] |
| Estados Unidos | RIAA                   | 4× Platino    | 3 000               | [ 72 ] |
| Italia         | FIMI                   | Platino       | 30 000              | [ 73 ] |
| Noruega        | IFPI                   | 2x Platino    | 20 000              | [ 74 ] |
| Nueva Zelanda  | RMNZ                   | 2× Platino    | 30 000              | [ 23 ] |
| Reino Unido    | BPI                    | Plata         | 200 000             | [ 75 ] |
| Suecia         | IFPI                   | Platino       | 40 000              | [ 38 ] |

## Premios y nominaciones
| Año  | Premiación                | Categoría                                          | Resultado | Ref.   |
| ---- | ------------------------- | -------------------------------------------------- | --------- | ------ |
| 2014 | APRA Silver Scroll Awards | Trabajo neozelandés más interpretado nacionalmente | Ganador   | [ 76 ] |
| 2014 | Teen Choice Awards        | Mejor sencillo de una artista femenina             | Nominado  | [ 12 ] |
| 2014 | New Zealand Music Awards  | Sencillo del año                                   | Ganador   | [ 77 ] |